# Andrea Maihofer
Andrea Maihofer (* 9. Februar 1953) ist eine deutsche Philosophin und Soziologin mit Schwerpunkten in kritischer Gesellschaftstheorie und Geschlechtertheorie und -forschung. Sie war Professorin für Geschlechterforschung und Leiterin des Zentrums Gender Studies an der Universität Basel.

## Leben
Andrea Maihofer ist die Tochter des Rechtswissenschaftlers und Politikers Werner Maihofer und studierte Philosophie, Germanistik und Pädagogik in Mainz, Tübingen und Frankfurt am Main. Sie promovierte an der Universität Frankfurt am Main in Philosophie und habilitierte dort in Soziologie. Von 2001 bis zur Emeritierung war sie Professorin für Geschlechterforschung und Leiterin des Zentrum Gender Studies an der Universität Basel. Seit 2002 leitet sie zudem das Basler Gender-Graduiertenkolleg. Von 2004 bis 2007 war sie Leiterin des SUK-Kooperationsprojektes Gender Studies Schweiz, dessen Ziele eine breite Etablierung der Geschlechterforschung auf BA/MA und PhD-Stufe in der Schweiz ist.
Von 2010 bis 2018 war sie Präsidentin der Schweizerischen Gesellschaft für Geschlechterforschung (SGGF). Seit 2018 leitet sie den swissuniversities Thinktank «Gender und Diversity» und das swissuniversities Doktoratsprogramm «Interuniversitäres Doktoratsprogramm Gender Studies».
Anlässlich ihrer Emeritierung 2020 fand im Mai 2022 ein Symposium statt. Für 2025 wurde ihr der Helge-Pross-Preis zugesprochen.

## Forschungsschwerpunkte
Schwerpunkte in Forschung und Lehre sind Geschlechtertheorie, Männer-/Männlichkeitsforschung, Wandel und Persistenz von Geschlecht und Geschlechterverhältnissen, Familienforschung, Veränderung der Geschlechterarrangements in der Familie, Gesellschaftstheorie und Geschlechterforschung sowie Moral-, Rechts- und Verfassungstheorie.

## Schriften (Auswahl)

### Als (Co-)Autorin
- Wandel der Familie. Literaturstudie. (zus. mit T. Böhnisch u. A. Wolf). Edition Arbeitspapier, Nr. 48, Zukunft der Gesellschaft, Hans Böckler Stiftung (Hrsg.), Düsseldorf 2001.
- Das Recht bei Marx. Zur dialektischen Struktur von Gerechtigkeit, Menschenrechten und Recht. Nomos, Baden-Baden 1992, ISBN 3-7890-2505-4 (zugleich Dissertation, Frankfurt am Main 1987).
- Geschlecht als Existenzweise. Macht, Moral, Recht und Geschlechterdifferenz. Ulrike Helmer Verlag, Frankfurt am Main 1995, ISBN 3-927164-21-6 (zugleich Habilitationsschrift, Frankfurt am Main 1994).
- Zu Carol Gilligans Thesen zu einer „weiblichen“ Moralauffassung. Sozialökologische Arbeitspapiere (AP 36), Forschungsgruppe Soziale Ökologie, Frankfurt am Main 1987.

### Als (Mit-)Herausgeberin
- mit Alex Demirović und Susanne Lettow: Emanzipation. Zur Geschichte und Aktualität eines politischen Begriffs. Westfälisches Dampfboot, Münster 2019, ISBN 978-3-89691-282-4 (Volltext als PDF).
- mit B. Liebig, M. Dupuis, Th.-H. Ballmer-Cao (Hrsg.): Gender Studies in Ausbildung und Arbeitswelt. Das Beispiel Schweiz. Seismo, Zürich 2009, ISBN 978-3-03777-066-5.
- reproduktion/reproduction. In: Andrea Maihofer, Regina Wecker (Hrsg.): figurationen, gender literatur kultur. Band 4, Nr. 2. Böhlau, 2003, ISSN 1439-4367 (vr-elibrary.de).
- mit C. Burgsmüller, M. Frommel, U. Gerhard, B. Laubach, R. Walch (Hrsg.): Feministische Studien extra, Frauen für eine neue Verfassung. Deutscher Studien-Verlag, Weinheim 1991, DNB 921531141.
- mit U. Gerhard, M. Jansen, P. Schmid, I. Schultz (Hrsg.): Differenz und Gleichheit. Menschenrechte haben (k)ein Geschlecht. Helmer, Frankfurt am Main 1990, ISBN 3-927164-11-9.

### Aufsätze
- Wandel und Persistenz hegemonialer Männlichkeit und die Grenzen des Konzepts von Caring Masculinities. in: Sylka Scholz, Andreas Heilmann (Hrsg.): Caring Masculinities? Männlichkeiten in der Transformation kapitalistischer Wachstumsgesellschaften. oekom, München 2019, ISBN 978-3-96238-120-2, S. 63–78.
- Freiheit – Selbstbestimmung – Autonomie. in: Susanne Baer, Ute Sacksofsky (Hrsg.): Autonomie im Recht – geschlechtertheoretisch vermessen. Nomos, Baden-Baden 2018, ISBN 978-3-8487-4781-8, S. 1–31.
- Mehr als gleiche Rechte! Zu einem neuen Verhältnis von Freiheit und Gleichheit. In: Brigitte Bargetz, Eva Kreisky, Gundula Ludwig (Hrsg.): Dauerkämpfe – Feministische Zeitdiagnosen und Strategien. Campus, Frankfurt am Main 2017, ISBN 978-3-593-50804-7, S. 67–78.
- Säkularismus – Wie weiter? Ein Essay in: Freiburger Zeitschrift für Geschlechterforschung. Jg. 23, Nr. 2, 2017, S. 93–110.
- (zus. mit Noëmi Crain Merz): «Endlich! Ihr habt auch lange gebraucht!» – Gespräche zum Frauenstimmrecht mit Zeitzeuginnen aus Basel in: Das Basler Frauenstimmrecht – Der lange Weg zur politischen Gleichberechtigung von 1966. Christoph Merian Verlag, Basel 2016, ISBN 978-3-85616-818-6, S. 175–202.
- Nachwort. in: Das Basler Frauenstimmrecht – Der lange Weg zur politischen Gleichberechtigung von 1966. Christoph Merian Verlag, Basel 2016, ISBN 978-3-85616-818-6, S. 279–286.
- (zus. mit Dominique Grisard): Sexismus – Ein umstrittener Begriff. Plädoyer für eine Neuaneignung. In: Ch. Scheidegger, D. Stump (Hrsg.): Sexistische Botschaften in Sprache, Text, Bild, Werbung und Film. eFeF-Verlag, Wettingen 2016, ISBN 978-3-905561-91-3, S. 11–37.
- Resisting Change: A Critical Analysis of Media Responses to Research on Gender Equality. In: B. Liebig, K. Gottschall, B. Sauer (Hrsg.): Gender Equality. Policies and Practices in Switzerland. Budrich, Opladen 2016, ISBN 978-3-8474-0937-3, S. 241–257.
- Familie? Was ist das? In: Sozialalmanach 2016. Caritas-Verlag, Luzern 2016, S. 101–118.
- (zus. mit N. Wehner, D. Baumgarten, F. Luck, E. Zemp): „Mir geht es gut!“ – Gesundheitsvorstellungen von Männern in der Schweiz. Ergebnisse aus einem empirischen Projekt. In: Freiburger Zeitschrift für Geschlechterforschung. Jg. 21, Nr. 2, 2015, S. 33–49.
- (zus. mit N. Wehner, K. Schwiter, S. Hupka-Brunner): Geschlechterungleichheiten in Ausbildungs- und Berufsverläufen junger Erwachsener in der Schweiz. In: Hannelore Faulstich-Wieland (Hrsg.): Berufsorientierung und Geschlecht. Beltz Juventa, Weinheim/Basel 2016, ISBN 978-3-7799-3283-3, S. 23–38.
- (zus. mit F. Schutzbach): Vom Antifeminismus zum ‚Anti-Genderismus‘. Eine zeitdiagnostische Betrachtung am Beispiel Schweiz. In: Sabine Hark, Paula-Irene Villa (Hrsg.): Anti-Genderismus. Sexualität und Geschlecht als Schauplätze aktueller politischer Auseinandersetzungen. transcript, Bielefeld 2017, ISBN 978-3-8376-3144-9, S. 201–217.
- (unter Mitarbeit von D. Baumgarten): Sozialisation und Geschlecht. In: K. Hurrelmann et al. (Hrsg.): Handbuch Sozialisationsforschung. Weinheim/Basel 2015, ISBN 978-3-407-83183-5, S. 630–658.
- (zus. mit K. Schwiter, S. Hupka-Brunner, N. Wehner, E. Huber, S. Kanji, M. Bergman): Warum sind Pflegefachmänner und Elektrikerinnen nach wie vor selten? Geschlechtersegregation in Ausbildungs- und Berufsverläufen junger Erwachsener in der Schweiz. In: Schweizerische Zeitschrift für Soziologie, Band 40, Nr. 3, 2014, S. 401–428.
- Disziplin – Disziplinierung – Habitualisierung. In: B. Engler (Hrsg.): Disziplin – Discipline. 28. Kolloquium (2013) der Schweizerischen Akademie der Geistes- und Sozialwissenschaften. Fribourg 2014, S. 57–75.
- Sarah Ahmed: Kollektive Gefühle – Elemente des westlichen hegemonialen Gefühlsregimes. In: A. Baier, C. Binswanger, J. Häberlein, Y. E. Nay, A. Zimmerman (Hrsg.): Affekt und Geschlecht. Eine einführende Anthologie. Zaglossus, Wien 2014, ISBN 978-3-902902-10-8, S. 253–272.
- Familiale Lebensformen zwischen Wandel und Persistenz. Eine zeitdiagnostische Zwischenbetrachtung. In: C. Behnke, D. Lengersdorf, S. Scholz (Hrsg.): Wissen – Methode – Geschlecht: Erfassen des fraglos Gegebenen. Springer, Wiesbaden 2014, ISBN 978-3-531-19653-4, S. 313–334.
- Emilie Linder. Ein Frauenleben in der ersten Hälfte des 19. Jahrhunderts (Basel/München). In: Patrick Braun, Axel Christoph Gampp (Hrsg.): Emilie Linder. 1797–1867. Malerin, Mäzenin, Kunstsammlerin. Merian, Basel 2013, ISBN 978-3-85616-624-3, S. 16–45.
- (zus. mit A. Demirovic): Vielfachkrise und die Krise der Geschlechterverhältnisse. In: H. Nickel, A. Heilmann (Hrsg.): Krise, Kritik, Allianzen. Arbeits- und geschlechtersoziologische Perspektiven. Beltz Juventa, Weinheim/Basel 2013, ISBN 978-3-7799-3041-9, S. 30–48.
- Überlegungen zu einem materialistisch (de)konstruktivistischen Verständnis von Normativität. In: R. Jaeggi, D. Loick (Hrsg.): Nach Marx. Philosophie, Kritik, Praxis. Suhrkamp, Berlin 2013, ISBN 978-3-518-29666-0, S. 164–191.
- Philosophie als anti-metaphysische Haltung zur Welt. In: D. Grisard, U. Jäger, T. König (Hrsg.): Verschieden sein. Nachdenken über Geschlecht und Differenz. Ulrike Helmer Verlag, Sulzbach im Taunus 2013, ISBN 978-3-89741-350-4, S. 307–319.
- (zus. mit U. Jäger, T. König): Pierre Bourdieu: Die Theorie männlicher Herrschaft als Schlussstein seiner Gesellschaftstheorie. In: H. Kahlert, C. Weinbach (Hrsg.): Zeitgenössische Gesellschaftstheorien und Genderforschung. Einladung zum Dialog. Springer, Wiesbaden 2012, ISBN 978-3-531-17486-0, S. 15–36.
- Virginia Woolf – Zur Prekarität feministischer Kritik. In: Bettina Hünersdorf, Jutta Hartmann (Hrsg.): Was ist und wozu betreiben wir Kritik in der Sozialen Arbeit? Disziplinäre und interdisziplinäre Diskurse. Springer, Wiesbaden 2013, ISBN 978-3-531-18099-1, S. 281–301.
- (zus. mit D. Baumgarten, K. Kassner, N. Wehner): Warum werden manche Männer Väter, andere nicht? Männlichkeit und Kinderwunsch. In: H. Walter, A. Eickhorst (Hrsg.): Das Väter-Handbuch. Theorie, Forschung, Praxis. Psychosozial-Verlag, Gießen 2012, ISBN 978-3-8379-2088-8, S. 415–443.
- Dialektik der Aufklärung – Die Entstehung der modernen Gleichheitsidee, des Diskurses der qualitativen Geschlechterdifferenz und der Rassentheorien. In: T. Debus, R. Kreide, M. Krennerich (Hrsg.): Zeitschrift für Menschenrechte. Nr. 1, 2009, ISSN 1864-6492, S. 20–36 (zeitschriftfuermenschenrechte.de).
- Geschlechterforschung als innovative Wissenspraxis. In: B. Liebig, M. Dupuis, Th.-H. Ballmer-Cao, A. Maihofer (Hrsg.): Gender Studies in Ausbildung und Arbeitswelt. Das Beispiel Schweiz. Seismo, Zürich 2009, ISBN 978-3-03777-066-5, S. 44–64.
- Gender in Motion. Gesellschaftliche Transformationsprozesse – Umbrüche in den Geschlechterverhältnissen? Eine Problemskizze. In: D. Grisard, J. Häberlein, A. Kaiser, S. Saxer (Hrsg.): Gender in Motion. Die Konstruktion von Geschlecht in Raum und Erzählung. Campus-Verlag, Frankfurt am Main (u. a.) 2007, ISBN 978-3-593-38348-4, S. 218–315.
- Von der Frauen- zur Geschlechterforschung – Ein bedeutsamer Perspektivenwechsel nebst aktuellen Herausforderungen an die Geschlechterforschung. In: B. Aulenbacher u. a. (Hrsg.): FrauenMännerGeschlechterforschung: state of the art. Westfälisches Dampfboot, Münster 2006, ISBN 3-89691-220-8, S. 64–77.
- Dialektik der religiösen Toleranz: Nathan der Weise und die Folgen. In: G. Pfleiderer, E. W. Stegemann (Hrsg.): Religion und Respekt. Beiträge zu einem spannungsreichen Verhältnis. Theol. Verlag, Zürich 2006, ISBN 3-290-17363-1, S. 39–41.
- Inter-, Trans- und Postdisziplinarität. Ein Plädoyer wider die Ernüchterung. In: H. Kahlert, B. Thiessen, I. Weller (Hrsg.): Quer denken – Strukturen verändern. Gender Studies zwischen Disziplinen. Wiesbaden 2005, S. 185–202.
- Geschlecht als soziale Konstruktion – eine Zwischenbetrachtung. In: U. Helduser, D. Marx, T. Paulitz, K. Pühl (Hrsg.): under construction? Konstruktivistische Perspektiven in feministischer Theorie und Praxis. Frankfurt am Main 2004, S. 33–43.
- Was wandelt sich im aktuellen Wandel der Familie? In: J. Beehorst, A. Demirovic, M. Guggemos (Hrsg.): Kritische Theorie im gesellschaftlichen Strukturwandel. Frankfurt am Main 2004, S. 384–408.
- Geschlecht als hegemonialer Diskurs und gesellschaftlich-kulturelle Existenzweise – neuere Überlegungen auf dem Weg zu einer kritischen Theorie von Geschlecht. In: J. Hartmann (Hg.): Grenzverwischungen. Vielfältige Lebensweisen im Gender-, Sexualitäts- und Generationendiskurs (= Reihe Sozial- und Kulturwissenschaftliche Studientexte. Band 9). Innsbruck 2004, S. 33–40.
- (zus. mit T. König): „Es hat sich so ergeben“ – Praktische Normen familialer Arbeitsteilung. In: A. Retzer, U. Clement, H. R. Fischer (Hrsg.): Familiendynamik. Interdisziplinäre Zeitschrift für systemorientierte Praxis und Forschung. H. 3, Stuttgart 2004, S. 209–232.
- Von der Frauen- zur Geschlechterforschung. Modischer Trend oder bedeutsamer Perspektivenwechsel? In: P. Döge, K. Kassner, G. Schambach (Hrsg.): Schaustelle Gender – Aktuelle Beiträge sozialwissenschaftlicher Geschlechterforschung. Kleine, Bielefeld 2004, ISBN 3-89370-386-1, S. 11–28 (überarbeitete und erweiterte Fassung).
- Geschlecht und Sozialisation. In: F. Benseler u. a. (Hrsg.): Erwägen Wissen Ethik. Paderborn 2002, S. 13–74.
- Dialektik der Aufklärung – Die Entstehung der modernen Gleichheitsidee, des Diskurses der qualitativen Geschlechterdifferenz und der Rassentheorien im 18. Jahrhundert. In: St. Hobuß u. a. (Hrsg.): Die andere Hälfte der Globalisierung. Menschenrechte, Ökonomie und Medialität aus feministischer Sicht. Campus, Frankfurt am Main 2001, ISBN 3-593-36878-1, S. 113–132.
- Geschlechterdifferenz – eine obsolete Kategorie? In: H. Uerlings, K. Hölz, V. Schmidt-Linsenhoff (Hrsg.): Das Subjekt und die Anderen. Interkulturalität und Geschlechterdifferenz vom 18. Jahrhundert bis zur Gegenwart. Studienreihe Romania, Bd. 16. Sonderdruck, Berlin 2001, S. 55–72.
- Die Querelle des femmes: Lediglich literarisches Genre oder spezifische Form der gesellschaftlichen Auseinandersetzung um Wesen und Status der Geschlechter? In: H. Wunder, G. Engel (Hrsg.): Geschlechterperspektiven. Forschungen zur Frühen Neuzeit. Helmer, Frankfurt am Main 1998, ISBN 3-89741-004-4, S. 262–272.
- Christine de Pizan. Essay über eine Faszination. In: I. Mues (Hrsg.): Was Frauen bewegt und was Frauen bewegen. Fischer, Frankfurt am Main 1998, ISBN 3-596-13946-5, S. 47–70.
- Replik auf die Repliken von Gertrud Nunner-Winkler und Herta Nagl-Docekal. In: D. Horster (Hrsg.): Weibliche Moral – ein Mythos? Suhrkamp, Frankfurt am Main 1998, ISBN 3-518-28976-4, S. 154–161.
- Der Mythos von der „einen“ Moral. Zu Gertrud Nunner-Winklers Kritik an Gilligans Thesen von den zwei Moralen. In: D. Horster (Hrsg.): Weibliche Moral – ein Mythos? Suhrkamp, Frankfurt am Main 1998, ISBN 3-518-28976-4, S. 99–161.
- Care. In: A. M. Jaggar, I. M. Young (Hrsg.): A Companion to Feminist Philosophy. Oxford 1998, S. 383–393.
- Gleichheit und/oder Differenz? Zum Verlauf einer Debatte. In: E. Kreisky, B. Sauer (Hrsg.): Geschlechterverhältnisse im Kontext politischer Transformation. PVS Sonderheft 28/1997, S. 155–176.
- Politische Möglichkeiten feministischer Theorie. Ein Gespräch. In: Die Philosophin, 11/1995, S. 94–105.
- Geschlecht als Existenzweise. Einige kritische Anmerkungen zu aktuellen Versuchen zu einem neuen Verständnis von „Geschlecht“. In: Institut für Sozialforschung Frankfurt (Hrsg.): Geschlechterverhältnisse und Politik. Frankfurt am Main 1994, S. 168–185.
- Geschlecht als hegemonialer Diskurs. Ansätze zu einer kritischen Theorie des „Geschlechts“. In: Th. Wobbe, G. Lindemann (Hrsg.): Denkachsen. Zur theoretischen und institutionellen Rede vom Geschlecht. Frankfurt am Main 1994, S. 236–263.
- Gleichberechtigung in der Differenz oder Gleichheit und Differenz. Zur Kritik des herrschenden Gleichheitsverständnisses. In: J. Gebhardt, R. Schmalz-Bruns (Hrsg.): Verfassung – Staat – Demokratie. Baden-Baden 1994, S. 345–363.
- Rekonstruktion von Gilligans Thesen zu einer „weiblichen“ Moralauffassung als Kritik herrschender Moral. In: Chr. Kulke, E. Scheich (Hrsg.): Zwielicht der Vernunft. Die Dialektik der Aufklärung aus der Sicht von Frauen. Centaurus-Verl.-Ges., Pfaffenweiler 1992, ISBN 3-89085-516-4, S. 127–137.
- Universalismus versus Relativismus/Partikularismus? In: M. Pellikaan-Engel (Hrsg.): Against Patriarchal Thinking. A Future Without Discrimination? VIth Symposium of the International Association of Women Philosophers (IAPh) 1992, VU University Press 1992, S. 155–161.
- Metakritik. Die Geschichte macht die Menschen ebenso, wie die Menschen die Geschichte machen. In: Ethik und Sozialwissenschaften 3/2 1992, S. 252–257.
- Noch immer bedarf es der Zivilisierung männlicher Krieger. Einige kritische Anmerkungen aus feministischer Sicht zu Demokratie und Öffentlichkeit. In: links 11/91, S. 29–30.
- Gleichheit nur für Gleiche? In: U. Gerhard, M. Jansen, A. Maihofer, P. Schmid, I. Schultz (Hrsg.): Differenz und Gleichheit. Menschenrechte haben (k)ein Geschlecht. Frankfurt am Main 1990, S. 351–367.
- Der Ausschluß der Frauen aus den Menschenrechten. Die Menschenrechtserklärung von 1789 aus feministischer Perspektive. In: Die Neue Gesellschaft, Frankfurter Hefte 7, 1989, S. 626–636.
- Zum Dilemma aktueller Rechtspolitik. In: Fenomenologia e società 1/1989, S. 107–122.
- Zum Dilemma GRÜNER Rechtspolitik. In: Kritische Justiz 4/1988, S. 432–441.
- Ansätze zur Kritik des moralischen Universalismus. Zur moraltheoretischen Diskussion um Gilligans Thesen zu einer „weiblichen“ Moralauffassung. In: Feministische Studien 1, 1988, S. 32–52.
- Die Menschenrechte haben kein Geschlecht? Ein Plädoyer für ihre Reformulierung. In: Vorgänge 4, 1988, S. 79–92.